# IC 1171
IC 1171 ist ein Stern im Sternbild Herkules. Das Objekt wurde am 8. Juni 1888 von Guillaume Bigourdan entdeckt und wurde wahrscheinlich irrtümlich für eine Galaxie gehalten.